# Torkil Nielsen
Torkil Nielsen, född 26 januari 1964 i Sandavágur på Färöarna, är en färöisk tidigare fotbollsspelare i det färöiska fotbollslandslaget. Han är även en skicklig schackspelare. Han debuterade i landslaget 1988. Han var också med i Färöarnas första FIFA-sanktionerade tävlingsmatch, år 1990 mot Österrike i Landskrona, Sverige. Matchen slutade 1-0 till Färöarna med Torkil Nielsen som målgörare. Torkil slutade spela 1993.